# HD 15115
HD 15115 (HIP 11360 / SAO 110532) es una estrella de magnitud aparente +6,80 situada en la constelación de Cetus, la ballena o el monstruo marino.
No es observable a simple vista, pero con unos binoculares es fácil de localizar a 2º13' al sur de ξ2 Ceti.
Se encuentra a 146 años luz del sistema solar.

## Características
HD 15115 es una estrella blanco-amarilla de la secuencia principal de tipo espectral F2 con una temperatura de 6755 K.
Su radio es un 30% más grande que el radio solar y su luminosidad es unas 3,3 veces mayor que la del Sol.
Exhibe una metalicidad —abundancia relativa de elementos más ligeros que el helio— algo menor que la del Sol.
Posee una masa un 29% mayor que la masa solar.
HD 15115 puede ser miembro de la Asociación estelar de Beta Pictoris, grupo de estrellas con un probable origen común que se mueven de forma similar a través del espacio. Si así fuera, tendría una edad de 12 millones de años —la edad de dicha asociación—, pero la mayor parte de los indicadores de edad le otorgan una edad superior a los 100 millones de años.
Es más, las líneas de CaII H y K de su espectro apuntan a una edad de 500 millones de años.

## Disco circunestelar
HD 15115 se halla rodeada por un disco circunestelar asimétrico visto de perfil, mucho más extenso en una dirección que en la otra.
Además, la mitad oeste del disco aparece combada.
La distancia máxima del disco respecto a la estrella es de 90 UA.
Se ha especulado que la peculiar forma de este disco puede estar causada por un encuentro pasado con la enana roja HIP 12545, hoy a 10 años luz de distancia.
Sin embargo, el estudio de las posiciones de ambas estrellas en el pasado revela que estaban entonces más separadas que en la actualidad, porque no podrían haber interactuado.
Otro posible origen puede deberse a la presencia de planetas gigantes, cuya interacción haya perturbado el disco circunestelar, originando así su forma elíptica.